# Talcosi
La talcosi o talcosi pulmonar és una malaltia pulmonar causada pel talc. Ha estat relacionada amb la silicosi per la similitud amb aquesta. La malaltia es pot produir quan s'inhala talc i altres silicats. També té una certa incidència en persones que prenen heroïna intravenosa, ja que el talc se sol utilitzar com a adulterant d'aquesta per a augmentar el pes i fer-la més barata. La malaltia també es pot donar per la injecció d'altres drogues i medicaments així com per l'administració oral d'aquestes, ja que el talc es troba present en moltes pastilles i càpsules que s'utilitzen.